# Prionus coriarius
Prionus coriarius es una especie de escarabajo longicornio del género Prionus, tribu Prionini. Fue descrita científicamente por Linné en 1758.
Se distribuye por Albania, Argelia, Alemania, Inglaterra, Austria, Azerbaiyán, Bélgica, Bosnia y Herzegovina, Bulgaria, Crimea, Croacia, Dinamarca, España, Estonia, Finlandia, Francia, Grecia, Hungría, Irán, Italia, Kazajistán, Letonia, Lituania, Luxemburgo, Moldavia, Noruega, Nueva Guinea, Países Bajos, Polonia, Portugal, Rumania, Rusia europea, Sicilia, Eslovaquia, Eslovenia, Suecia, Suiza, Chequia, Túnez, Turquía, Ucrania y Yugoslavia. Mide 18-48 milímetros de longitud. El período de vuelo ocurre en los meses de junio a septiembre.